# Abia Stork
Andreas Rasmus Abia Kristopher Stork (1. února 1869, Manermiut – 9. června 1934, Ilulissat) byl grónský lovec a zemský rada zasedající v první severogrónské zemské radě.

## Životopis
Abia Stork byl synem Johannese Jense Jonase Storka (1836–1888) a jeho manželky Elisabeth Rosine Cæcilie Apolonie Karlsenové (1843–1891). Dne 18. září 1892 se oženil se Stine Else Flyovou (1864–1922), dcerou Thomase Michaela Flye a jeho manželky Rebekky Ane Margrethe. Z tohoto manželství se narodilo pět dětí, z nichž tři zemřely v raném věku.
Abia Stork byl povoláním lovec a v letech 1911–1917 byl členem Severogrónské zemské rady v jejím prvním volebním období. Později žil v Avannarliitu, než v roce 1934 ve věku 65 let zemřel v nemocnici v Ilulissatu.